# Karin Gondolatsch
Karin Gondolatsch es una deportista alemana que compitió para la RFA en remo. Ganó una medalla de bronce en el Campeonato Mundial de Remo de 1975, en la prueba de cuatro con timonel.

## Palmarés internacional
| Campeonato Mundial | Campeonato Mundial       | Campeonato Mundial | Campeonato Mundial |
| Año                | Lugar                    | Medalla            | Prueba             |
| ------------------ | ------------------------ | ------------------ | ------------------ |
| 1975               | Nottingham (Reino Unido) | Medalla de bronce  | Cuatro con timonel |